# おおぐま座矮小銀河I
おおぐま座矮小銀河I(Ursa Major I Dwarf)は、銀河系の周りを公転する矮小楕円体銀河である。ベス・ウィルマンらが2005年に発見を公表した。
小さな矮小銀河であり、直径はわずか数千光年である。2006年時点で、うしかい座矮小銀河、おおぐま座矮小銀河IIに次いで、既知の3番目に小さな光度を持つ銀河である（おとめ座超銀河団にあるVIRGOHI21のような暗黒銀河の候補を除く）。絶対等級は、わずか-6.75と推定され、デネブのような恒星よりも暗く、リゲルに匹敵する程度である。ろくぶんぎ座矮小楕円体銀河と似ていると言われ、どちらも古く、金属量が小さい。
地球からの距離は、約33万光年と推定される。これは、銀河系の最も大きく最も明るい伴銀河である大マゼラン雲までの約2倍の距離である。
エドウィン・ハッブルが1949年に発見し、「おおぐま座矮小銀河」と言われていた天体は、現在はパロマー4と呼ばれる別の天体である。その特異な見た目から、当初は矮小楕円体銀河か矮小楕円銀河であると考えられていたが、約36万光年と非常に遠くにある銀河系に属する球状星団であることが分かった。